# Hieracium sect. Villosa
La sezione  Hieracium sect. Villosa   (Griseb.) Gremli è una sezione di piante angiosperme dicotiledoni del genere Hieracium della famiglia delle Asteraceae.

## Etimologia
Il nome del genere deriva dalla parola greca hierax o hierakion (= sparviere, falco). Il nome del genere è stato dato inizialmente dal botanico francese Joseph Pitton de Tournefort (1656 - 1708) rifacendosi probabilmente ad alcuni scritti del naturalista romano Gaio Plinio Secondo (23 - 79) nei quali, secondo la tradizione, i rapaci si servivano di questa pianta per irrobustire la loro vista. Il nome della sezione (Villosa = villoso) si riferisce alla particolare pelosità della pianta.
Il nome scientifico della sezione è stato definito dai botanici August Heinrich Grisebach (1814-1879) e August Gremli (1833-1899).

## Descrizione

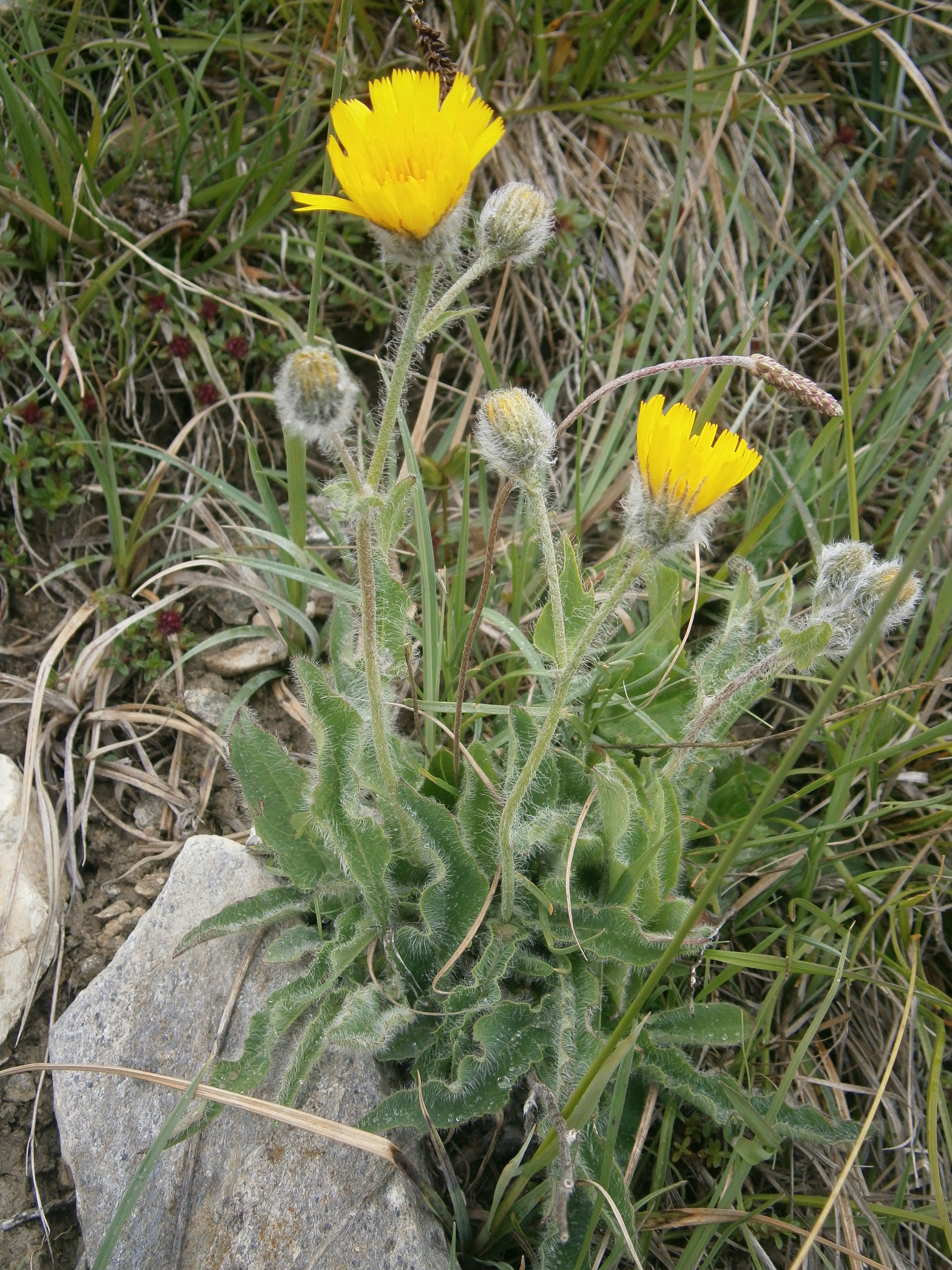
Il portamento
Hieracium villosum

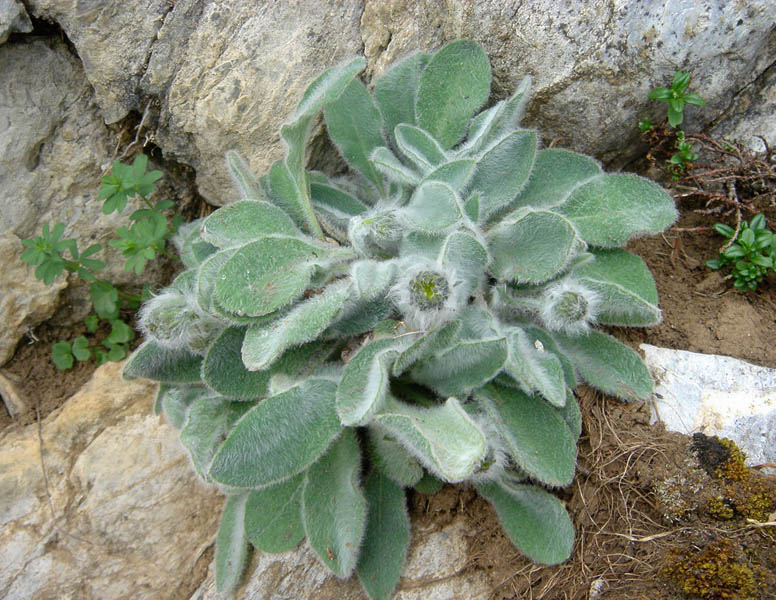
Le foglie
Hieracium villosum

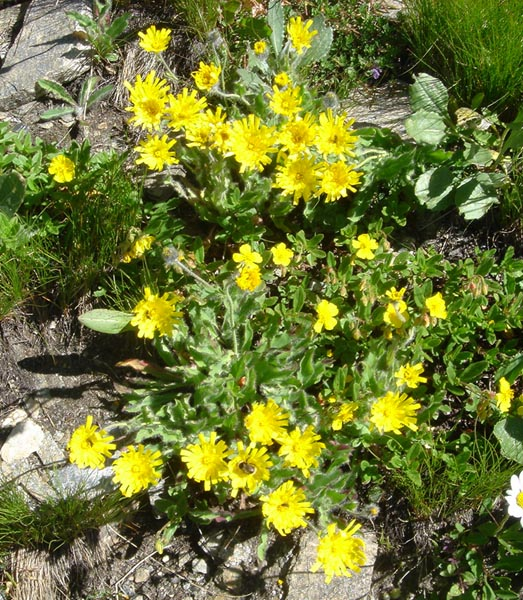
Infiorescenza
Hieracium villosum

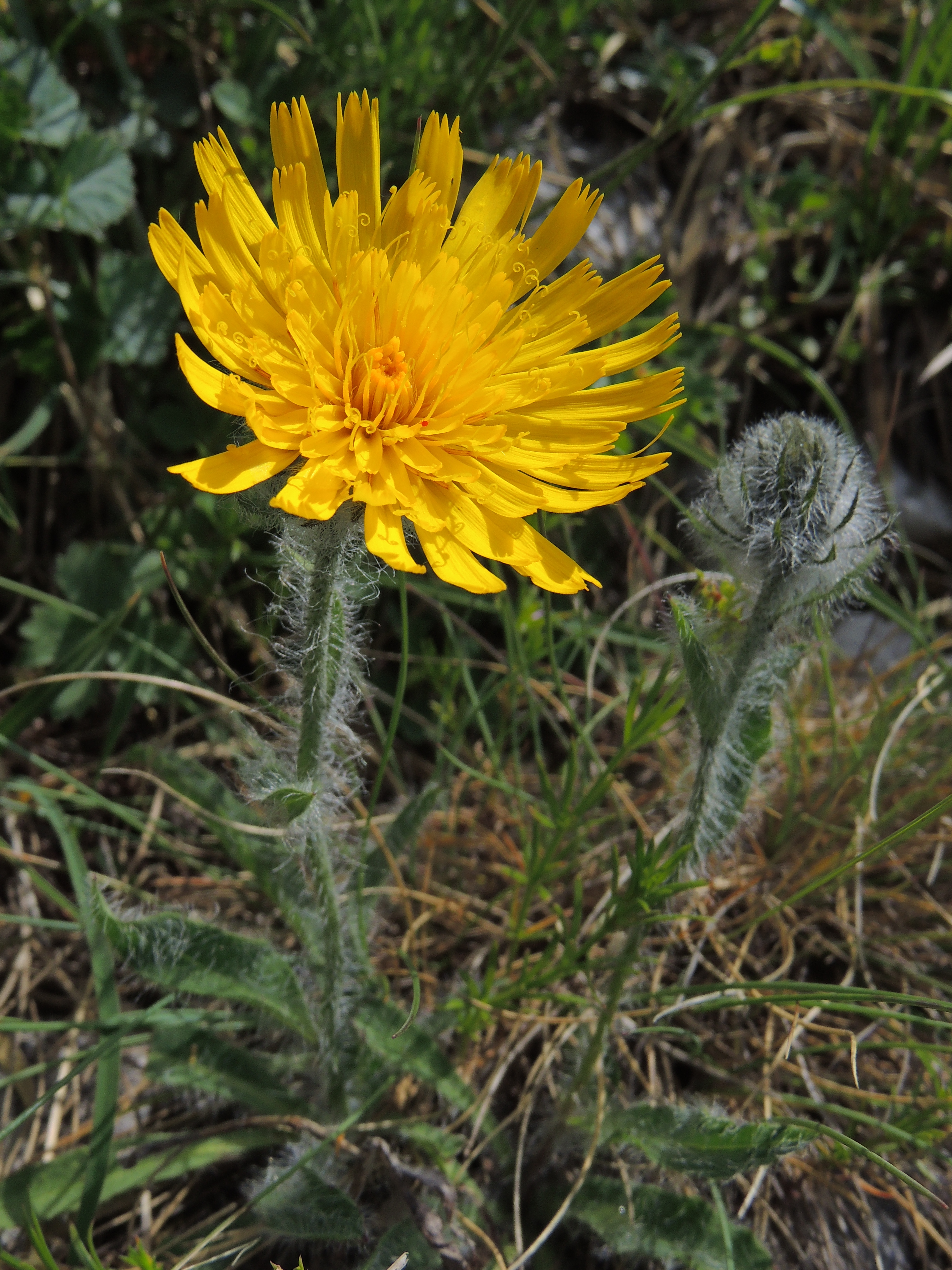
I fiori
Hieracium villosum

Habitus. La forma biologica prevalente è emicriptofita scaposa (H scap), ossia in generale sono piante erbacee (e aromatiche), a ciclo biologico perenne, con gemme svernanti al livello del suolo e protette dalla lettiera o dalla neve, inoltre spesso hanno l'asse fiorale eretto e privo di foglie (piante scapose), oppure le foglie basali sono assenti alla fioritura. Queste piante sono anche provviste di lattice (i vasi latticiferi sono anastomizzati), ma sono prive di stoloni. Le specie di questo gruppo sono piante di tipo fillopode (raramente sono hypofillopode). Tutte le parti di queste piante sono ricoperte di peli sericei abbondantissimi.
Radici. Le radici sono secondarie da rizoma.
Fusto. La parte aerea del fusto è eretta o ascendente con ramosità scarsa. La superficie può essere sia glabra che pelosa (in preferenza). Le piante di questa sezione possono raggiungere un'altezza massima di 2 - 4 dm. La parte sotterranea spesso è un fittone.
Foglie. Le foglie si dividono in basali e cauline disposte in modo alternato. Le foglie basali sono attenuate più o meno brevemente picciolate; hanno delle forme da obovato-lanceolate a lanceolato-spatolate con bordi continui e colorazioni glauche. Le foglie cauline (poco numerose e progressivamente decrescenti) sono sessili con base arrotondata e forme più strette rispetto alle basali; la colorazione è verde-glauca.
Infiorescenza. La sinflorescenza è del tipo forcato o racemoso con 1 - 3 rami con un capolino (capolini totali 1 - 4). L'acladio è di 3 – 8 cm. Le infiorescenze vere e proprie sono composte da un capolino peduncolato. I capolini sono formati da un involucro composto da diverse brattee (o squame) disposte su 2 serie in modo embricato, all'interno delle quali un ricettacolo fa da base ai fiori tutti ligulati. L'involucro ha delle forme emisferiche. Le brattee si dividono in esterne e interne; quelle esterne sono divaricate (formano quasi un calice) e sono più larghe di quelle interne che si presentano lungamente acuminate. Sul peduncolo e sull'involucro sono presenti dei peli ghiandolari, mentre le brattee involucrali hanno dei peli stellati sui margini. Il ricettacolo è nudo, ossia senza pagliette a protezione della base dei fiori e con la base alveolata (gli alveoli sono lungamente dentati).  Dimensione dell'involucro: 15 – 20 mm.
Fiori. I fiori (da 6 a 150) sono tutti del tipo ligulato, tetra-ciclici (ossia sono presenti 4 verticilli: calice – corolla – androceo – gineceo) e pentameri (ogni verticillo ha 5 elementi). I fiori sono inoltre ermafroditi e zigomorfi. In alcuni casi i fiori femminili sono "stilosi".
- Formula fiorale:

*/x K {\displaystyle \infty }, [C (5), A (5)], G 2 (infero), achenio
- Calice: i sepali del calice sono ridotti ad una coroncina di squame.
- Corolla: le corolle sono formate da un tubo e da una ligula terminante con 5 denti; il colore è giallo o giallo pallido. Le ligule sono lunghe oltre l'involucro e spesso sono glabre o sparsamente cigliate.
- Androceo: gli stami sono 5 con filamenti liberi, mentre le antere sono saldate in un manicotto (o tubo) circondante lo stilo.[16] Le antere alla base sono acute. Il polline è tricolporato.[17]
- Gineceo: lo stilo è giallo (o più o meno scuro), è filiforme e peloso sul lato inferiore; gli stigmi dello stilo sono due divergenti. L'ovario è infero uniloculare formato da 2 carpelli. La superficie stigmatica è posizionata internamente (vicino alla base).[18]

Frutti. I frutti sono degli acheni con pappo. Gli acheni sono scuri (color castano) a forma colonnare-obconica (o più o meno cilindrica) e sono ristretti alla base (e ingrossati all'apice), mentre la superficie (liscia o appena rugosa) è provvista di 8 - 10 coste che nella parte apicale confluiscono in un orlo anulare. Il pappo è formato da 20 a 80 setole biancastre (o giallastre) semplici disposte su due serie (quelle interne sono più lunghe e più rigide, quelle esterne sono fragili). Dimensione degli acheni: 3 – 5 mm.

## Biologia
Impollinazione: l'impollinazione avviene tramite insetti (impollinazione entomogama tramite farfalle diurne e notturne).

Riproduzione: la fecondazione avviene fondamentalmente tramite l'impollinazione dei fiori (vedi sopra).

Dispersione: i semi (gli acheni) cadendo a terra sono successivamente dispersi soprattutto da insetti tipo formiche (disseminazione mirmecoria). In questo tipo di piante avviene anche un altro tipo di dispersione: zoocoria. Infatti gli uncini delle brattee dell'involucro (se presenti) si agganciano ai peli degli animali di passaggio disperdendo così anche su lunghe distanze i semi della pianta.

## Distribuzione e habitat
In Italia si trovano nelle Alpi e negli Appennini su rupi, pietraie e pascoli sassosi in prevalenza calcarei.

## Tassonomia
La famiglia di appartenenza di questa voce (Asteraceae o Compositae, nomen conservandum) probabilmente originaria del Sud America, è la più numerosa del mondo vegetale, comprende oltre 23.000 specie distribuite su 1.535 generi, oppure 22.750 specie e 1.530 generi secondo altre fonti (una delle checklist più aggiornata elenca fino a 1.679 generi). La famiglia attualmente (2021) è divisa in 16 sottofamiglie.

### Filogenesi
Il genere di questa voce appartiene alla sottotribù Hieraciinae della tribù Cichorieae (unica tribù della sottofamiglia Cichorioideae). In base ai dati filogenetici la sottofamiglia Cichorioideae è il terz'ultimo gruppo che si è separato dal nucleo delle Asteraceae (gli ultimi due sono Corymbioideae e Asteroideae). La sottotribù Hieraciinae fa parte del "quinto" clade della tribù; in questo clade è posizionata alla base ed è "sorella" al resto del gruppo comprendente, tra le altre, le sottotribù Microseridinae e Cichoriinae. Il genere  Hieracium (insieme al genere Pilosella) costituisce il nucleo principale della sottotribù Hieraciinae e forma (insieme ad altri generi minori) un "gruppo fratello" posizionato nel "core" delle Hieraciinae.
Il genere Hieracium è un genere estremamente polimorfo con maggioranza di specie apomittiche. Di questo genere sono descritte circa 1000 specie sessuali e oltre 3000 specie apomittiche, delle quali oltre 250 sono presenti nella flora spontanea italiana.
I caratteri distintivi per il genere Hieracium sono:
- le piante non sono tutte vischiose;
- i fusti e le foglie hanno peli semplici o ghiandolari;
- i capolini sono numerosi;
- il colore dei fiori in genere è giallo carico;
- i rami dello stilo sono lunghi;
- le coste dell'achenio confluiscono in un anello;
- il pappo è formato da due serie di setole.

Le specie di questo genere, provviste di molte sottospecie, formano degli aggregati o sezioni con diverse specie incluse, altre sono considerate "intermediare" (o impropriamente ibridi in quanto queste specie essendo apomittiche non si incrociano e quindi non danno prole feconda) con altre specie. A causa di ciò si pongono dei problemi di sistematica quasi insolubili e per avere uno sguardo d'insieme su questa grande variabilità può essere necessario assumere un diverso concetto di specie. Qui in particolare viene seguita la suddivisione in sezioni del materiale botanico così come sono elencate nell'ultima versione della "Flora d'Italia".
La sezione XVII  Villosa  comprende specie il cui baricentro è nelle Alpi (specie che si sono formate nelle aree di rifugio durante le glaciazioni europee) e mostra alcune affinità con la sezione Drepanoidea. La pubescenza delle specie di questa sezione è estremamente variabile. Il feltro di pelosità setosa è soggetto ad una ampia variazione genetica. A volte la copertura è totale, in altre la pagina superiore delle foglie è glabrescente, oppure solamente alcune specifiche parti della pianta solo pelose. In questa serie si riscontra una variazione quasi continua nelle sue specie principali secondo la sequenza: H. villosum ⇒ H. dentatum ⇒ H. pallescens ⇒ H. bifidum (quest'ultima specie appartiene alla XXI sezione Bifida).
I caratteri distintivi per le specie di questa sezione sono:
- la pubescenza in queste piante è più o meno globale ed è fatta di peli sericei abbondantissimi;
- le specie di questo gruppo sono piante di tipo fillopode (raramente sono hypofillopode);
- le foglie basali sono attenuate più o meno brevemente picciolate;
- le foglie cauline in genere sono poco numerose, spesso sessili ma non sono abbraccianti;
- la fioritura è tardo-primaverile (fino a estiva).

Il numero cromosomico delle specie della sezione è: 2n = 27 e 36 (specie diploidi, triploidi, tetraploidi e pentaploidi).

### Specie della flora italiana
Nella flora spontanea italiana, per la sezione di questa voce, sono presenti le seguenti specie (principali e secondarie o derivate):
Specie principale. Hieracium villosum  Jacq., 1762 - Sparviere del calcare: l'altezza massima della pianta è di 20 – 30 cm (massimo 40 cm); il ciclo biologico è perenne; la forma biologica è emicriptofita scaposa (H scap); il tipo corologico è Orofita / Sud Est Europeo; l'habitat tipico sono le rupi, le pietraie e i pascoli alpini (su calcare); in Italia è una specie comune e si trova nelle Alpi e negli Appennini (fino all'Abruzzo) fino ad una quota compresa tra 1.500 e 2.300 m s.l.m.. Di questa specie 10 sottospecie sono presenti sul territorio italiano.
Caratteri principali: la forma delle foglie basali è gradualmente confluente in un picciolo (oppure sono attenuate e sessili); il peduncolo è sotteso da 3 - 5 larghe brattee (sono simili a delle foglie ridotte) colorate di verde scuro; le brattee involucrali esterne hanno delle forme da ellittiche a lanceolate e sono divaricate.
Specie principale. Hieracium pilosum  Froel., 1838 - Sparviere di Moris: l'altezza massima della pianta è di 20 – 30 cm (massimo 40 cm); il ciclo biologico è perenne; la forma biologica è emicriptofita scaposa (H scap); il tipo corologico è Orofita / Sud Est Europeo; l'habitat tipico sono le rupi, le pietraie e i pascoli alpini (su calcare); in Italia è una specie comune e si trova nelle Alpi e negli Appennini (più rara) fino ad una quota compresa tra 1.500 e 2.300 m s.l.m.. Di questa specie circa 12 sottospecie sono presenti sul territorio italiano.
Caratteri principali: la forma delle foglie basali è gradualmente confluente in un picciolo (oppure sono attenuate e sessili); il peduncolo è sotteso da 3 - 5 larghe brattee (sono simili a delle foglie ridotte) colorate di verde scuro; per ogni pianta è presente un solo capolino; l'involucro, minore, ha le dimensioni di 12 - 18 mm; le brattee involucrali sono tutte lineari-lanceolate.
Specie principale. Hieracium dentatum  Hoppe, 1815 - Sparviere dentato: l'altezza massima della pianta è di 30 – 40 cm (massimo 50 cm); il ciclo biologico è perenne; la forma biologica è emicriptofita scaposa (H scap), ma anche emicriptofita rosulata (H ros); il tipo corologico è Orofita / Sud Est Europeo; l'habitat tipico sono i prati sassosi (su calcare); in Italia è una specie comune e si trova nelle Alpi e negli Appennini (più rara) fino ad una quota compresa tra 1.400 e 2.200 m s.l.m.. Di questa specie una trentina circa di sottospecie sono presenti sul territorio italiano.
Caratteri principali: in generale i caratteri sono più simili alla specie H. villosum che alla specie H. bifidum; le foglie basali sono picciolate, quelle superiori lo sono indistintamente; il peduncolo è sotteso da 3 - 5 larghe brattee (sono simili a delle foglie ridotte) colorate di verde scuro; per ogni pianta è presente un solo capolino; l'involucro, minore, ha le dimensioni di 12 - 18 mm; le brattee involucrali sono tutte lineari-lanceolate e al margine sono densamente ricoperte di peli stellati.
Specie principale. Hieracium pallescens Waldst. & Kit., 1812 - Sparviere opalescente: l'altezza massima della pianta è di 20 – 30 cm (massimo 50 cm); il ciclo biologico è perenne; la forma biologica è emicriptofita scaposa (H scap), ma anche emicriptofita rosulata (H ros); il tipo corologico è Orofita / Sud Est Europeo; l'habitat tipico sono i prati sassosi (su calcare) e i pendii erbosi; in Italia è una specie comune e si trova nelle Alpi e negli Appennini (più rara) fino ad una quota compresa tra 1.500 e 2.200 m s.l.m.. Di questa specie una ventina circa di sottospecie sono presenti sul territorio italiano.
Caratteri principali: in generale i caratteri sono più simili alla specie H. bifidum che alla specie H. dentatum; le foglie basali sono picciolate (ma sono presenti anche lamine brevemente attenuate, raramente troncate fino a cordate), quelle superiori (da 0 a 2) sono rapidamente decrescenti.
Specie principale. Hieracium scorzonerifolium  Vill., 1779 - Sparviere con foglie di scorzonera: l'altezza massima della pianta è di 30 – 50 cm (massimo 60 cm); il ciclo biologico è perenne; la forma biologica è emicriptofita scaposa (H scap); il tipo corologico è Orofita / Sud Est Europeo; l'habitat tipico sono i prati sassosi e le roccette erbose (su calcare); in Italia è una specie comune e si trova nelle Alpi e negli Appennini (più rara) fino ad una quota compresa tra 1.600 e 2.200 m s.l.m.. Di questa specie una decina circa di sottospecie sono presenti sul territorio italiano.
Caratteri principali: in generale i caratteri sono più simili alla specie H. villosum che alla specie H. bupleuroides; le foglie basali non sono picciolate ma gradualmente confluenti in un picciolo; le foglie cauline, da 3 a 7, sono progressivamente decrescenti.
Specie principale. Hieracium glabratum  Hoppe ex Willd., 1803 - Sparviere glabro: l'altezza massima della pianta è di 20 – 30 cm (massimo 40 cm); il ciclo biologico è perenne; la forma biologica è emicriptofita scaposa (H scap); il tipo corologico è Orofita / Sud Est Europeo; l'habitat tipico sono i prati sassosi, ghiaioni con mughi e pendii erbosi (su calcare); in Italia è una specie comune e si trova nelle Alpi e negli Appennini (più rara) fino ad una quota compresa tra 1.600 e 2.200 m s.l.m.. Di questa specie 8 sottospecie sono presenti sul territorio italiano.
Caratteri principali: in generale i caratteri sono intermedi tra la specie H. villosum e la specie H. glaucum; le foglie basali sono distintamente picciolate; le foglie cauline, da 4 a 7, sono progressivamente decrescenti; i peli semplici sulle foglie sono presenti sul picciolo e sui margini.
Specie principale. Hieracium chondrillifolium  Fr., 1862 - Sparviere con foglie di lattugaccio: l'altezza massima della pianta è di 20 – 40 cm (massimo 50 cm); il ciclo biologico è perenne; la forma biologica è emicriptofita scaposa (H scap); il tipo corologico è Orofita / Sud Est Europeo; l'habitat tipico sono i prati sassosi e le roccette erbose (su calcare); in Italia è una specie comune e si trova nelle Alpi e negli Appennini (più rara) fino ad una quota compresa tra 1.600 e 2.200 m s.l.m.. Di questa specie una dozzina circa di sottospecie sono presenti sul territorio italiano.
Caratteri principali: in generale i caratteri sono intermedi tra le specie H. villosum, H. bifidum e la specie H. glaucum; le foglie basali sono brevemente picciolate, o attenuate e sessili; i peli stellati si trovano solamente sulla pagina inferiore delle foglie e sui margini delle brattee involucrali.
Specie principale. Hieracium valdepilosum  Vill., 1779 - Sparviere pelone: l'altezza massima della pianta è di 30 – 50 cm (massimo 60 cm); il ciclo biologico è perenne; la forma biologica è emicriptofita scaposa (H scap); il tipo corologico è Orofita / Sud Est Europeo; l'habitat tipico sono i prati sassosi, le roccette erbose e le zone a mughi (su calcare); in Italia è una specie comune e si trova nelle Alpi e negli Appennini (più rara) fino ad una quota compresa tra 1.600 e 2.200 m s.l.m.. Di questa specie 10 sottospecie sono presenti sul territorio italiano.
Caratteri principali: in generale i caratteri sono intermedi tra la specie H. villosum e la specie H. prenanthoides; le foglie basali sono assenti o 1 - 2 picciolate o gradualmente confluenti in un picciolo; le foglie cauline sono da 6 a 10 (quelle inferiori più o meno picciolate, le superiori semi-amplessicauli con base cordata); le brattee involucrali esterne sono più larghe (e divaricate) di quelle interne e sono colorate di verde; sulla pianta sono presenti dei densi peli semplici; i peli stellati (presenti in altre parti della pianta) sulle brattee involucrali sono assenti.
Specie principale. Hieracium chlorifolium  Arv.-Touv., 1880 - Sparviere a foglie di blackstonia: l'altezza massima della pianta è di 30 – 50 cm (massimo 70 cm); il ciclo biologico è perenne; la forma biologica è emicriptofita scaposa (H scap); il tipo corologico è Orofita / Sud Est Europeo; l'habitat tipico sono i prati sassosi (su calcare); in Italia è una specie comune e si trova nelle Alpi occidentali e negli Appennini centrali (più rara) fino ad una quota compresa tra 1.600 e 2.000 m s.l.m.. Di questa specie 6 sottospecie sono presenti sul territorio italiano.
Caratteri principali: in generale i caratteri sono intermedi tra la specie H. valdepilosum e la specie H. glaucum; la parte basale foglie basali confluisce gradualmente in un picciolo; le foglie cauline (mediane e superiori) alla base hanno una lamina arrotondata o semi-amplessicaule; i margini delle brattee involucrali sono ricoperti da densi peli stellati.
Specie principale. Hieracium wilczekianum  Arv.-Touv., 1897 - Sparviere di Wilczek: l'altezza massima della pianta è di 30 – 50 cm (massimo 60 cm); il ciclo biologico è perenne; la forma biologica è emicriptofita scaposa (H scap), ma anche emicriptofita rosulata (H ros); il tipo corologico è Orofita / Sud Est Europeo; l'habitat tipico sono i prati sassosi (su calcare); in Italia è una specie molto rara e si trova nelle Alpi fino ad una quota compresa tra 1.500 e 2.000 m s.l.m.. Di questa specie 5 sottospecie sono presenti sul territorio italiano.
Caratteri principali: in generale i caratteri sono più simili alla specie H. bifidum che alla specie H. valdepilosum; le foglie cauline (da 2 a 4) decrescono rapidamente con forme da ovate a ovato-lanceolate, picciolate quelle inferiori, confluenti in un picciolo quelle mediane e arrotondate e subamplessicauli le superiori; i margini delle brattee involucrali sono ricoperti da densi peli stellati (raramente sono assenti).
Specie secondarie collegate a Hieracium wilczekianum:
| Specie                                                   | Caratteri                                                                   | Habitat                               | Distribuzione italiana                         | sottospecie                        |
| -------------------------------------------------------- | --------------------------------------------------------------------------- | ------------------------------------- | ---------------------------------------------- | ---------------------------------- |
| Hieracium neronense Gottschl., 2011[24]                  |                                                                             | Pascoli sassosi su calcare            | Marche - Molto rara                            |                                    |
| Hieracium pioracense Gottschl., 2011[25]                 |                                                                             | Pascoli sassosi su calcare            | Marche - Molto rara                            |                                    |
| Hieracium porrectum Fr., 1848[14]                        | Più simili alla specie H. valdepilosum che alla specie H. bifidum           | Pascoli subalpini su calcare          | Livinallongo (BL) - Molto rara                 | 2 sottospecie presenti in Italia   |
| Hieracium doronicifolium Arv.-Touv., 1888[26]            | Più simili alla specie H. valdepilosum che alla specie H. jurassicum        | Pascoli subalpini                     | Alpi - Molto rara                              | 2 sottospecie presenti in Italia   |
| Hieracium serratum Nägeli & Peter, 1886[27]              | Più simili alla specie H. dentatum che alla specie H. alpinum               | Pascoli subalpini                     | Brennero - Molto rara                          | Una sottospecie presente in Italia |
| Hieracium strafforelloanum Zahn in Engler, 1921[14]      | Tra la specie H. cydoniifolium e la specie H. caesioides                    | Cespuglieti                           | V. Stura - Molto rara                          |                                    |
| Hieracium longifolium Hornem., 1819[28]                  | Tra la specie H. jurassicum e la specie H. villosum                         | Rupi e pendii sassosi                 | Alpi occidentali - Rara                        | 2 sottospecie presenti in Italia   |
| Hieracium orsierae Gottschl., 2011[29]                   | Tra la specie H. armerioides e la specie H. villosum                        | Cespuglieti e pascoli subalpini       | Colle delle Finestre - Molto rara              |                                    |
| Hieracium segusianum Gottschl., 2011[30]                 | Tra la specie H. armerioides e la specie H. valdepilosum                    | Cespuglieti                           | Colle delle Finestre - Molto rara              |                                    |
| Hieracium plantagineum Arv.-Touv., 1886[31]              | Tra la specie H. dentatum e la specie H. scorzonerifolium                   | Pascoli subalpini                     | Cascata del Toce (Piemonte) - Molto rara       | Una sottospecie presente in Italia |
| Hieracium faucisjovis Gottschl., 2009[32]                | Tra la specie H. villosum e la specie H. grovesianum                        | Pascoli subalpini e pendii sassosi    | Appennino Tosco-Emiliano - Molto rara          |                                    |
| Hieracium ctenodon Nägeli & Peter, 1886[33]              | Tra la specie H. villosum e la specie H. lachenalii                         | Pascoli subalpini su calcare          | Alpi orientali (Monte Baldo) - Molto rara      | 2 sottospecie presenti in Italia   |
| Hieracium benzianum Murr & Zahn, 1901[34]                | Tra la specie H. pallescens e la specie H. lachenalii                       | Pascoli sassosi                       | Alpi orientali - Molto rara                    | 5 sottospecie presenti in Italia   |
| Hieracium silsinum Nägeli & Peter, 1886[35]              | Tra la specie H. valdepilosum e la specie H. lachenalii                     | Pendii sassosi                        | Alpi orientali (Monte Mataiur) - Molto rara    | Una sottospecie presente in Italia |
| Hieracium cryptadenum Arv.-Touv., 1894[36]               | Tra la specie H. villosum e la specie H. humile                             | Rupi e pendii sassosi su calcare      | Alpi Cozie - Molto rara                        | 2 sottospecie presenti in Italia   |
| Hieracium leucophaeum Gren. & Godr., 1850[37]            | Più simile alla specie H. scorzonerifolium che alla specie H. humile        | Pendii sassosi                        | Alpi occidentali - Molto rara                  | 4 sottospecie presenti in Italia   |
| Hieracium misaucinum Nägeli & Peter, 1886[38]            | Tra la specie H. dentatum e la specie H. humile                             | Pendii sassosi                        | Alpi (Colle del Moncenisio - Molto rara        | 2 sottospecie presenti in Italia   |
| Hieracium valoddae Zahn, 1906[39]                        | Tra la specie H. pallescens e la specie H. humile                           | Pendii e pascoli subalpini su calcare | Alpi orientali e Monte Pollino - Molto rara    | 3 sottospecie presenti in Italia   |
| Hieracium nematopodum (Zahn) P.D.Sell & C.West, 1976[40] | Più simile alla specie H. scorzonerifolium che alla specie H. naegelianum   | Pendii e pascoli sassosi su calcare   | Gran Sasso - Molto rara                        |                                    |
| Hieracium neomalyi Zahn, 1936[41]                        | Più simile alla specie H. villosum che alla specie H. naegelianum           | Pendii sassosi su calcare             | Gran Sasso - Molto rara                        |                                    |
| Hieracium huetianum Arv.-Touv., 1907[42]                 | Tra la specie H. naegelianum e la specie H. pilosum                         | Pendii sassosi su calcare             | Gran Sasso - Rara                              |                                    |
| Hieracium cavallense Gottschl., 2009[43]                 | Tra la specie H. naegelianum e la specie H. valdepilosum                    | Mugheti                               | Maiella - Molto rara                           |                                    |
| Hieracium simbruinicum Gottschl., 2009[44]               | Tra la specie H. naegelianum e la specie H. dentatum                        | Creste                                | Appennino (Monti Simbruini) - Molto rara       |                                    |
| Hieracium venticaesum Gottschl., 2009[45]                | Tra la specie H. huetianum e la specie H. bifidum                           | Rupi e pendii sassosi su calcare      | Appennino (Gran Sasso) - Molto rara            |                                    |
| Hieracium glaucopsis Gren. & Godr., 1850[46]             | Più simile alla specie H. chondrillifolium che alla specie H. cydoniifolium | Pendii sassosi su calcare             | Alpi Liguri - Molto rara                       | Una sottospecie presente in Italia |
| Hieracium pamphilei Arv.-Touv., 1880[47]                 | Più simile alla specie H. scorzonerifolium che alla specie H. tomentosum    | Pendii sassosi su calcare             | Alpi occidentali - Molto rara                  |                                    |
| Hieracium chloropsis Gren. & Godr., 1850[48]             | Più simile alla specie H. chondrillifolium che alla specie H. tomentosum    | Pendii sassosi su calcare             | Alpi occidentali (Val di Susa) - Molto rara    | 4 sottospecie presenti in Italia   |
| Hieracium subpamphili Zahn, 1916[49]                     | Tra la specie H. pamphilei e la specie H. chloropsis                        | Pendii sassosi su calcare             | Alpi occidentali (Valdieri) - Molto rara       |                                    |
| Hieracium spectabile (Fr.) Zahn, 1921[50]                | Tra la specie H. glaucopsis e la specie H. chloropsis                       | Pendii sassosi su calcare             | Alpi Cozie (Colle delle Finestre) - Molto rara |                                    |
| Hieracium kalsianum Huter ex Nageli & Peter, 1886[51]    | Più simile alla specie H. villosum che alla specie H. picroides             | Cespuglieti                           | Val Venosta - Molto rara                       |                                    |
| Hieracium rostanii Nägeli & Peter, 1886[52]              | Tra la specie H. villosum e la specie H. alpinum                            | Pascoli alpini                        | Val Venosta - Molto rara                       |                                    |

#### Specie italiane alpine
Alcune specie di questa sezione vivono sull'arco alpino. La tabella seguente mette in evidenza i dati relativi all'habitat, al substrato e alla distribuzione di alcune di queste specie alpine.
| Specie | Comunità vegetali | Piani vegetazionali | Substrato | pH     | Livello trofico | H2O   | Ambiente | Zona alpina               |
| --- | ----------------- | ------------------- | --------- | ------ | --------------- | ----- | -------- | ------------------------- |
| H. pilosum | 10                | subalpino alpino    | Ca        | basico | basso           | medio | C2 F5    | quasi tutto l'arco alpino |
| H. villosum | 10                | subalpino alpino    | Ca        | basico | basso           | medio | C3 F5    | tutto l'arco alpino       |
| Legenda e note alla tabella. Substrato: con “Ca/Si” si intendono rocce di carattere intermedio (calcari silicei e simili). Zona alpina: vengono prese in considerazione solo le zone alpine del territorio italiano (sono indicate le sigle delle province). Comunità vegetali: 10 = comunità delle praterie rase dei piani subalpino e alpino con dominanza di emicriptofite. Ambienti: C2 = rupi, muri e ripari sotto roccia; C3 = ghiaioni, morene e pietraie; F5 = praterie rase subalpine e alpine. |                   |                     |           |        |                 |       |          |                           |